# Keeps Gettin' Better
Keeps Gettin' Better is een popnummer van de Amerikaanse zangeres Christina Aguilera uit haar 'Greatest Hits'-album Keeps Gettin' Better: A Decade of Hits (2008), het is meteen de leadsingle van het album. 
Over de single
In dit liedje vergelijkt Aguilera zichzelf met zowel een 'super-girl' als een 'super-bitch'. In een interview met MSN heeft ze het volgende gezegd: 'Nadat ik mijn kind Max Liron heb gekregen, heb ik ondervonden wat vrouwen eigenlijk in hun mars hebben. We zijn een echte 'Supergirl', we doen het allemaal: we hebben lief, we geven de melk. Langs de ene kant ben ik een onderneming aan het leiden. Ik leid mijn carrière. Daardoor komt het dat ik word gelabeld als een bitch. Als ik zo genoemd word omdat ik assertief ben en weet wie ik ben en wat ik wil in mijn leven, zal het zo dan maar zijn. Ik zal die label met plezier en trots dragen. Voor mij gaat het er eigenlijk om, het woord positiever te maken.'
Studioalbums: Christina Aguilera · Stripped · Back to Basics · Bionic

Andere albums: Mi Reflejo · My kind of Christmas · Just Be Free · Keeps Gettin' Better: A Decade of Hits

Singles (in Nederland): "Genie in a Bottle" · "What a Girl Wants" · "I Turn to You" · "Come On Over Baby (All I Want Is You)" · "Nobody Wants to Be Lonely" · "Lady Marmalade" · "Dirrty" · "Beautiful" · "Fighter" · "Can't Hold Us Down" · "The Voice Within" · "Car Wash" · "Tilt Ya Head Back" · "Ain't No Other Man" · "Hurt" · "Tell Me" · "Candyman" · "Oh Mother" · "Keeps Gettin' Better"

Zie ook: Discografie · RCA Records